# Trachyleberidea mammidentata
Trachyleberidea mammidentata is een mosselkreeftjessoort uit de familie van de Trachyleberididae. De wetenschappelijke naam van de soort is voor het eerst geldig gepubliceerd in 1946 door Bold.